# دانييل سانشيز (كاتب)
دانييل سانشيز (بالإسبانية: Daniel Sánchez Arévalo) (و. 1970  م) هو مخرج أفلام، وكاتب سيناريو، وروائي إسباني، ولد في مدريد.

## جوائز
حصل على جوائز منها:
- جائزة بلانيتا.

## وصلات خارجية
- دانييل سانشيز على موقع IMDb (الإنجليزية)
- دانييل سانشيز على موقع ألو سيني (الفرنسية)
- دانييل سانشيز على موقع تيرنر كلاسيك موفيز (الإنجليزية)
- دانييل سانشيز على موقع أول موفي (الإنجليزية)
- دانييل سانشيز على موقع قاعدة بيانات الأفلام السويدية (السويدية)
- دانييل سانشيز على موقع قاعدة بيانات الفيلم (الإنجليزية)
- دانييل سانشيز على موقع كينوبويسك (الروسية)